# زنان (مجموعه تلویزیونی)
زنان (اسپانیایی: Mujeres‎) یک مجموعهٔ تلویزیونی کمدی-درام اسپانیایی است که در سال ۲۰۰۶ منتشر شد. از بازیگران این سریال می‌توان به اینما کوئواس، بیکتور کلاویخو، کارولینا لاپائوسا و ماریو کاساس اشاره کرد.